# Selvacla alsiosus
Selvacla alsiosus är en insektsart som beskrevs av Otte, D. 2006. Selvacla alsiosus ingår i släktet Selvacla och familjen syrsor. Inga underarter finns listade i Catalogue of Life.